# Station Frouard
Station Frouard is een spoorwegstation in de Franse gemeente Frouard.